# Heliophila digitata
Heliophila digitata är en korsblommig växtart som beskrevs av Carl von Linné d.y.. Heliophila digitata ingår i släktet solvänner, och familjen korsblommiga växter. Inga underarter finns listade i Catalogue of Life.